# Pfarrkirche Petrus Canisius (Innsbruck)

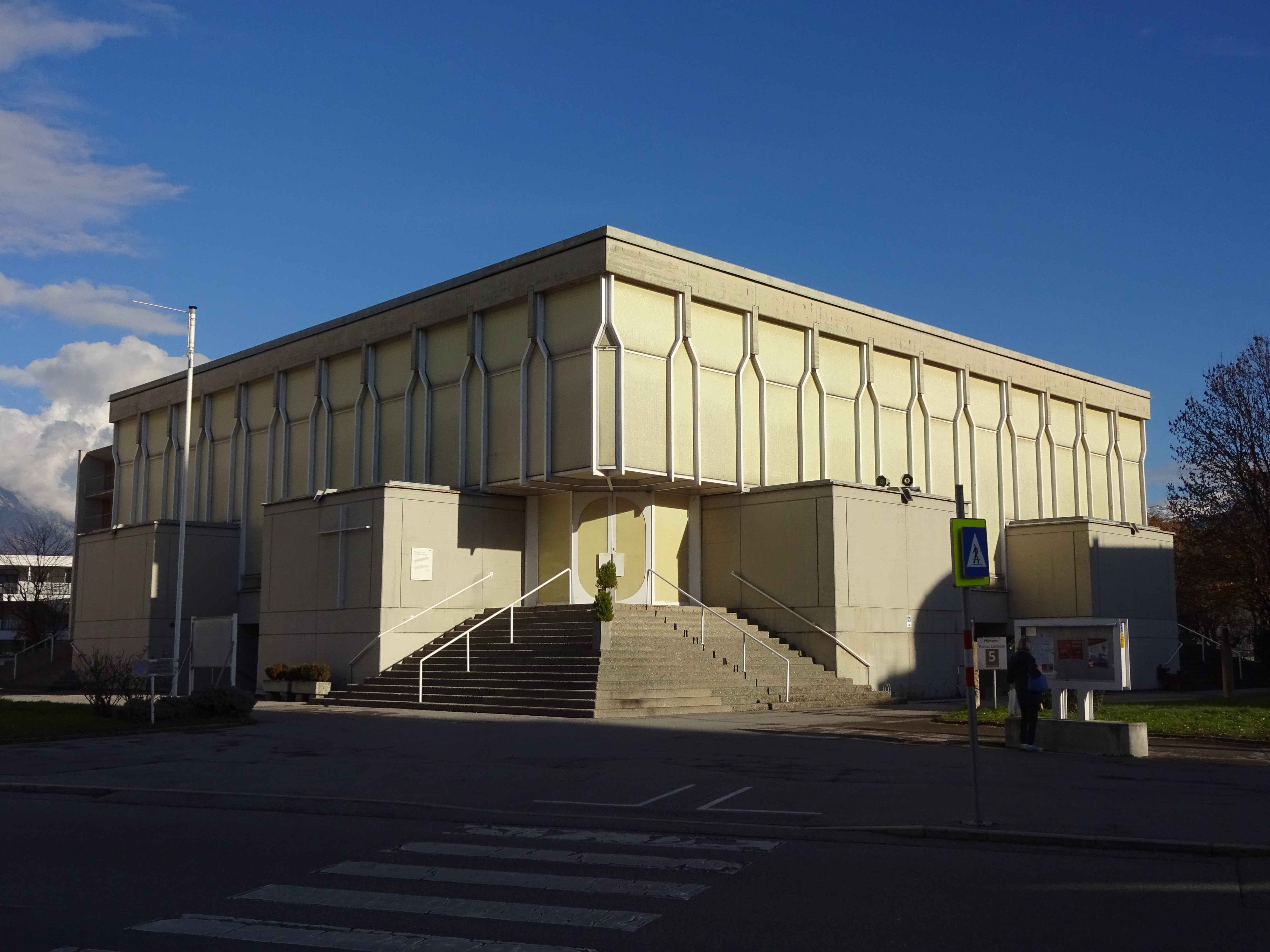
Pfarrzentrum Petrus Canisius an der Ecke Santifaller-/Fischnalerstraße

Petrus Canisius ist eine katholische Pfarrkirche im Innsbrucker Stadtteil Höttinger Au, die von 1968 bis 1972 erbaut wurde. Sie ist dem heiligen Petrus Canisius, dem Patron der Diözese Innsbruck, geweiht und steht unter Denkmalschutz.

## Geschichte
Die Höttinger Au wurde ab Beginn des 20. Jahrhunderts von Osten her dicht bebaut. Ab 1958 gab es Pläne, in dem zur Pfarre Mariahilf gehörenden Gebiet ein neues Pfarrzentrum zu errichten. 1960 erwarb die Diözese einen Grund zwischen Santifallerstraße, Fischnalerstraße und Innpromenade und schrieb 1966 einen Wettbewerb aus. Diesen gewann Horst Parson mit seinem Entwurf für Kirche mit Pfarrsaal im Untergeschoß, Pfarrhaus, Studentenheim und Jugendheim. Am 7. Oktober 1968 wurde mit dem Bau der Kirche und des Pfarrhauses begonnen. Bereits am 1. Oktober 1970 wurde das Pfarrvikariat Petrus Canisius errichtet, der erste Gottesdienst wurde im Saal des inzwischen fertiggestellten Studentenheims gefeiert. 1972 wurde die Kirche konsekriert, 1975 das Pfarrhaus eingeweiht. 1978 wurde das Vikariat von Bischof Reinhold Stecher zur eigenständigen Pfarre erhoben.

## Beschreibung

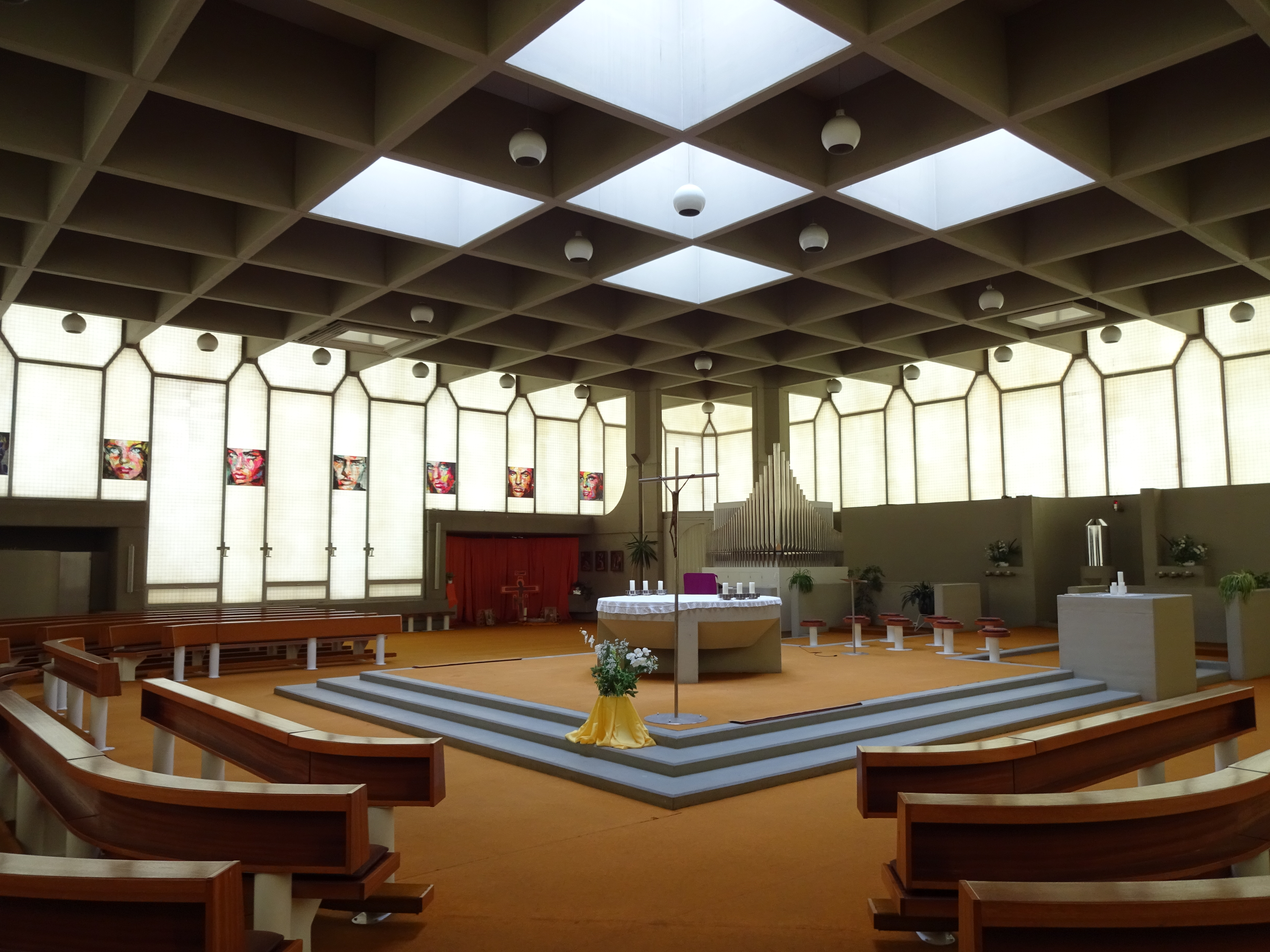
Innenansicht

Die Kirche ist ein flach gedeckter, turmloser Zentralbau über einem quadratischen Grundriss. Im Untergeschoß befindet sich der Pfarrsaal, der Kirchenraum im Obergeschoß wird über Eingänge mit Freitreppen an den Ecken erreicht. An jeder Seite befinden sich zwei niedrige, kubische, kapellenartige Anbauten. Die Wandflächen über und zwischen den Kapellen bestehen aus einem Stahlgerüst und transparenten Feldern aus glasfaserverstärktem Kunststoff. Diese bewirken nach außen eine starke Geschlossenheit, im Inneren hingegen eine gleichmäßige und helle Lichtführung. Der Raumeindruck wird von einer schweren Kassettendecke bestimmt. Die Kirche ist nach Süden orientiert, der Altarbereich ist durch drei Stufen abgegrenzt und bis in die Mitte des Raumes vorgezogen. Er ist auf drei Seiten von Bankreihen umgeben. Durch fünf verglaste Felder in der Kassettendecke wird der Altarbereich zusätzlich beleuchtet. Die Holzplastik des hl. Petrus Canisius im Altarraum wurde 1983 von Siegfried Hafner geschaffen.